# 川续断
川续断（学名：Dipsacus asper）为忍冬科川续断属下的一个种。

## 外部連結
- 續斷 中藥材圖像數據庫  (香港浸會大學中醫藥學院) （中文）（英文）
- 續斷 Xu Duan （页面存档备份，存于） 中藥標本數據庫 (香港浸會大學中醫藥學院) （繁體中文）（英文）

## 扩展阅读
- 維基物種上的相關：川续断